# Премия Европейской киноакадемии 1992
European Film Awards 1992 — премия Европейской киноакадемии (нем. Europäischer Filmpreis).

## Лауреаты и номинанты Премии Европейской киноакадемии 1992

### Лучший фильм
- Италия  Похититель детей
- Франция Любовники с Нового моста
- Финляндия Жизнь богемы

### Лучший фильм молодого режиссёра
- Нидерланды Северяне
- Франция Север
- Литва Три дня

### Лучшая мужская роль
- Матти Пеллонпяя — Жизнь богемы
- Дени Лаван — Любовники с Нового моста
- Энрико Ло Версо — Похититель детей

### Лучшая женская роль
- Жюльет Бинош — Любовники с Нового моста
- Барбара Зукова — Европа
- Иоханна тер Стехе — Милая Эмма, дорогая Бёбе — Наброски, обнаженные фигуры

### Лучшая мужская роль второго плана
- Андре Вильм — Жизнь богемы
- Эрнст-Хуго Ярегорд — Европа
- Вайно Лаес — Улица Мира

### Лучшая женская роль второго плана
- Гита Нёрбю — Freud flyttar hemifrån…
- Бюль Ожье — Север
- Эвелин Диди — Жизнь богемы

### Лучшая работа сценариста
- Иштван Сабо — Милая Эмма, дорогая Бёбе — Наброски, обнаженные фигуры

### Лучшая операторская работа
- Жан-Ив Эскофье — Любовники с Нового моста

### Лучшая работа художника-постановщика
- Рикке Йельер — Северяне

### Лучший монтаж
- Нелли Кветье — Любовники с Нового моста

### Лучший композитор
- Винсент ван Вармердам — Северяне

### Лучший документальный фильм
- Литва  Земля слепых

### Лучший документальный фильм — особое упоминание
- Бельгия Les amants d’assises
- Нидерланды  Путешествие Достоевского